# Liste der Monuments historiques in Froissy
Die Liste der Monuments historiques in Froissy führt die Monuments historiques in der französischen Gemeinde Froissy auf.

## Liste der Objekte
| Bezeichnung                 | Beschreibung                                | Standort                                 | Kennzeichnung | Schutzstatus | Datum | Bild |
| --------------------------- | ------------------------------------------- | ---------------------------------------- | ------------- | ------------ | ----- | ---- |
| Gemälde Anbetung der Könige | auf Holz, um 1600                           | in der Kirche Notre-Dame-de-l'Assomption | PM60005027    | Inscrit      | 1912  |      |
| Bas-Relief: Verkündigung    | Stein, 16. Jahrhundert                      | in der Kirche Notre-Dame-de-l'Assomption | PM60000858    | Classé       | 1913  |      |
| Triumphbalken               | Holz, bemalt und vergoldet, 17. Jahrhundert | in der Kirche Notre-Dame-de-l'Assomption | PM60004005    | Inscrit      | 1989  |      |